# Harpasto
Harpasto (em latim: Harpastum) era um jogo atlético praticado por antigos romanos. A palavra harpastum em latim significa "lágrima" ou "rasgado a força".
O harpasto era disputado por duas equipes em um terreno retangular demarcado e dividido pela metade por uma linha. Os jogadores de cada equipe podiam passar uma pequena bola entre eles, e o objetivo do jogo era enviá-la ao campo contrário.